# Peyo Yavorov

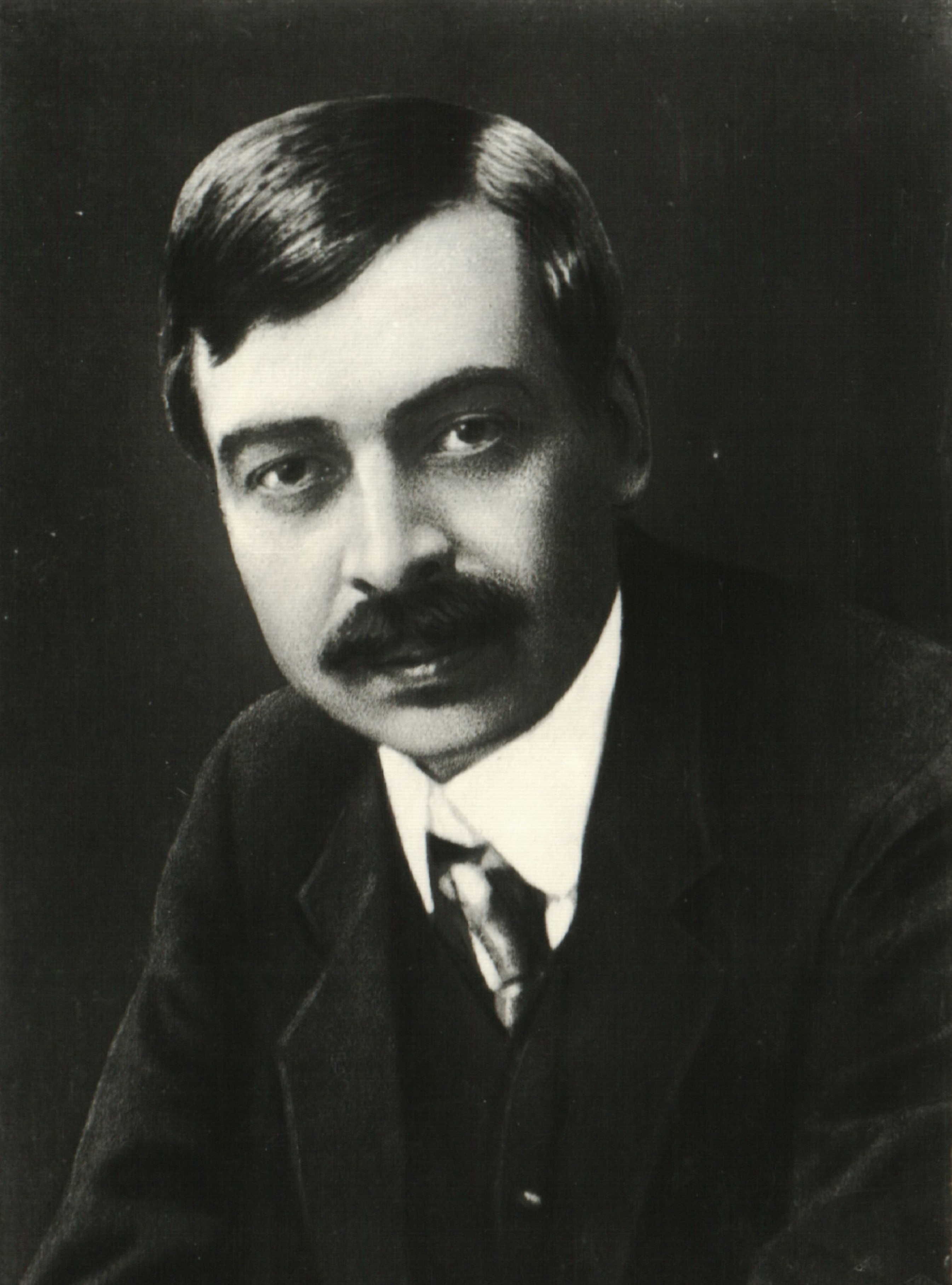
Peyo Yavorov, 1912

Peyo Yavorov (en búlgaro: Пейо Яворов), nacido como Peyo Totev Kracholov (Пейо Тотев Крачолов; 1 de enero de 1878 - 17 de octubre de 1914) fue un poeta simbolista búlgaro. Fue considerado como uno de los mejores talentos poéticos del Fin de siècle del Reino de Bulgaria. Yavorov era un miembro destacado del grupo Misal. Su vida y obra están estrechamente relacionadas con la Organización Interna Revolucionaria de Macedonia.
La mayoría de sus poemas románticos estaban dedicados a las dos mujeres de su vida - Mina Todorova y Lora Karavelova. Su primer amor (y posiblemente el más grande) murió de tuberculosis. Fue enterrada en el cementerio del Père-Lachaise de París.
Más tarde se reunió con Lora, la hija de estadista Petko Karavelov. Se casaron, y la correspondencia de cartas entre ellos se consideraba una prueba de su amor, y por lo tanto diferente de la relación que Yavorov había tenido con Mina Todorova. En 1912, Lora se disparó y Yavorov trató de suicidarse. La bala le atravesó el hueso temporal, dejándolo ciego. En el juicio la desesperación provocada por la muerte de Lora y el rumor de que había matado hizo que Yavorov se suicidara envenenándose en el otoño de 1914, a la edad de 36 años.